# Superhabitabler Planet

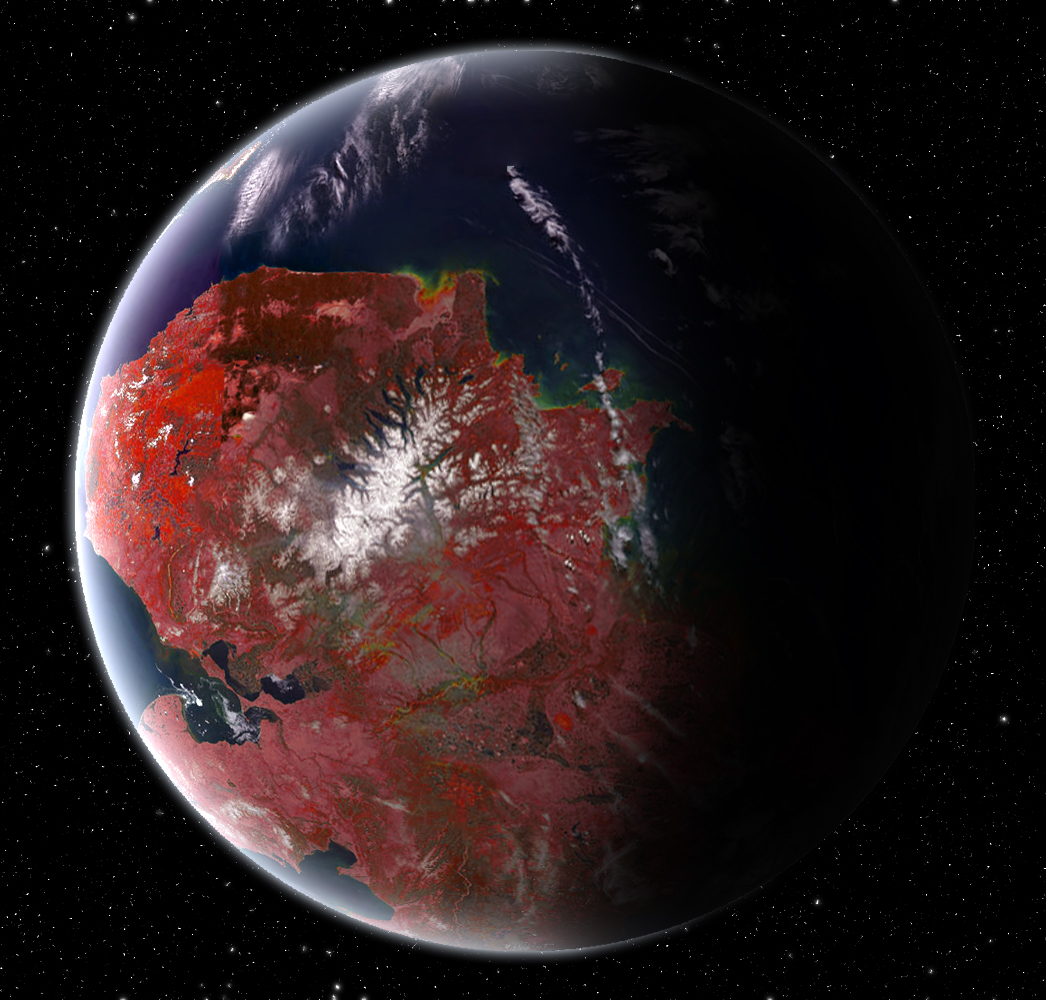
Künstlerische Darstellung eines superhabitablen Planeten. Die rote Farbe soll Vegetation anzeigen.

Ein superhabitabler Planet ist eine vermutete Art eines Exoplaneten, der für die Entstehung und Evolution von Lebewesen besser geeignet sein könnte als die Erde. Das Konzept wurde zuerst von René Heller und John Armstrong vorgeschlagen, die der Öffentlichkeit darlegen wollten, dass die habitable Zone  nur eine der Voraussetzungen für einen Planeten mit Leben ist. Heller und Armstrong argumentierten, dass die Erde keinesfalls die besten physiochemischen Parameter für Lebewesen aufweisen muss, sondern vielmehr „erdunähnliche“ Planeten auch bessere Bedingungen für die Entstehung und Evolution des Lebens aufweisen könnten. Unter Beibehaltung der Annahme, dass Wasser essenziell für Leben ist, stellten sie die Hypothese auf, dass die Erde nicht die optimalen Bedingungen für eine maximale Biodiversität besitzt. Anders ausgedrückt, definierten sie eine superhabitable Welt als einen Gesteinsplaneten oder Mond, der eine diversere Flora und Fauna unterstützen könnte.
Heller und Armstrong wiesen auch darauf hin, dass nicht nur Gesteinsplaneten innerhalb der habitablen Zone bewohnbar sein können, da Gezeitenerwärmung terrestrische und eisige Welten außerhalb der habitablen Zone bewohnbar machen kann, wie in Europas innerem Ozean. Für die Erkennung von habitablen und superhabitablen Planeten werde ein Plan benötigt, der eher biozentrisch statt geo- oder anthropozentrisch ist. Heller und Armstrong schlugen vor, ein Profil von Exoplaneten aufzustellen, das neben anderen Merkmalen die Spektralklasse, Masse und die Position innerhalb ihres Planetensystems beinhaltet. Den Aussagen der Autoren nach zu urteilen, wären solche superhabitablen Welten wahrscheinlich größer, älter und wärmer als die Erde, während sie einen der Klasse K angehörigen Stern der Hauptreihe umkreisen. Nach dem Stand der heutigen Wissenschaft gibt es keinen als bewohnbar bestätigten Himmelskörper außerhalb unseres Sonnensystems.
2020 identifizierten Wissenschaftler 24 superhabitable Exoplaneten – oder sehr aussichtsreiche Kandidaten dafür – in den über 4.000 bis dato bekannten Exoplaneten.

## Eigenschaften
Heller und Armstrong erklären, dass eine Reihe von Eigenschaften nötig ist, um einen Exoplaneten oder Exomond als superhabitabel einzustufen; die Größe und Masse, die für Plattentektonik optimal wären, seien ungefähr 1,3 Erdradien und 2 Erdmassen. Außerdem würde er eine höhere Gravitation besitzen, was den Erhalt von Gasen während der Bildung des Planeten erhöhen würde. Dies macht es wahrscheinlich, dass sie eine dichtere Atmosphäre, die einen größeren Gehalt an Sauerstoff und Treibhausgasen enthalten, besitzen, was die durchschnittliche Temperatur auf die für Pflanzen optimalen Bedingungen von 25 °C bringen würde. Eine dichtere Atmosphäre würde auch das Relief des Meeresbodens beeinflussen, sie regelmäßiger machen und Seebecken schrumpfen, was die Vielfalt von Meeresleben in flachen Gewässern verbessern würde.
Ein anderer Faktor, den man berücksichtigen sollte, ist die Spektralklasse des Sterns. Sterne der Klasse K sind nicht so massiv wie die Sonne und sind länger stabil (15 bis 30 Milliarden Jahre, verglichen mit 10 Milliarden für die Sonne, einem Stern der Klasse G), was Lebewesen mehr Zeit für ihre Entwicklung verschaffen würde. Eine superhabitable Welt müsste sich auch lange Zeit im Zentrum der habitablen Zone ihres Sternensystems aufhalten.

### Oberfläche, Größe und Zusammensetzung

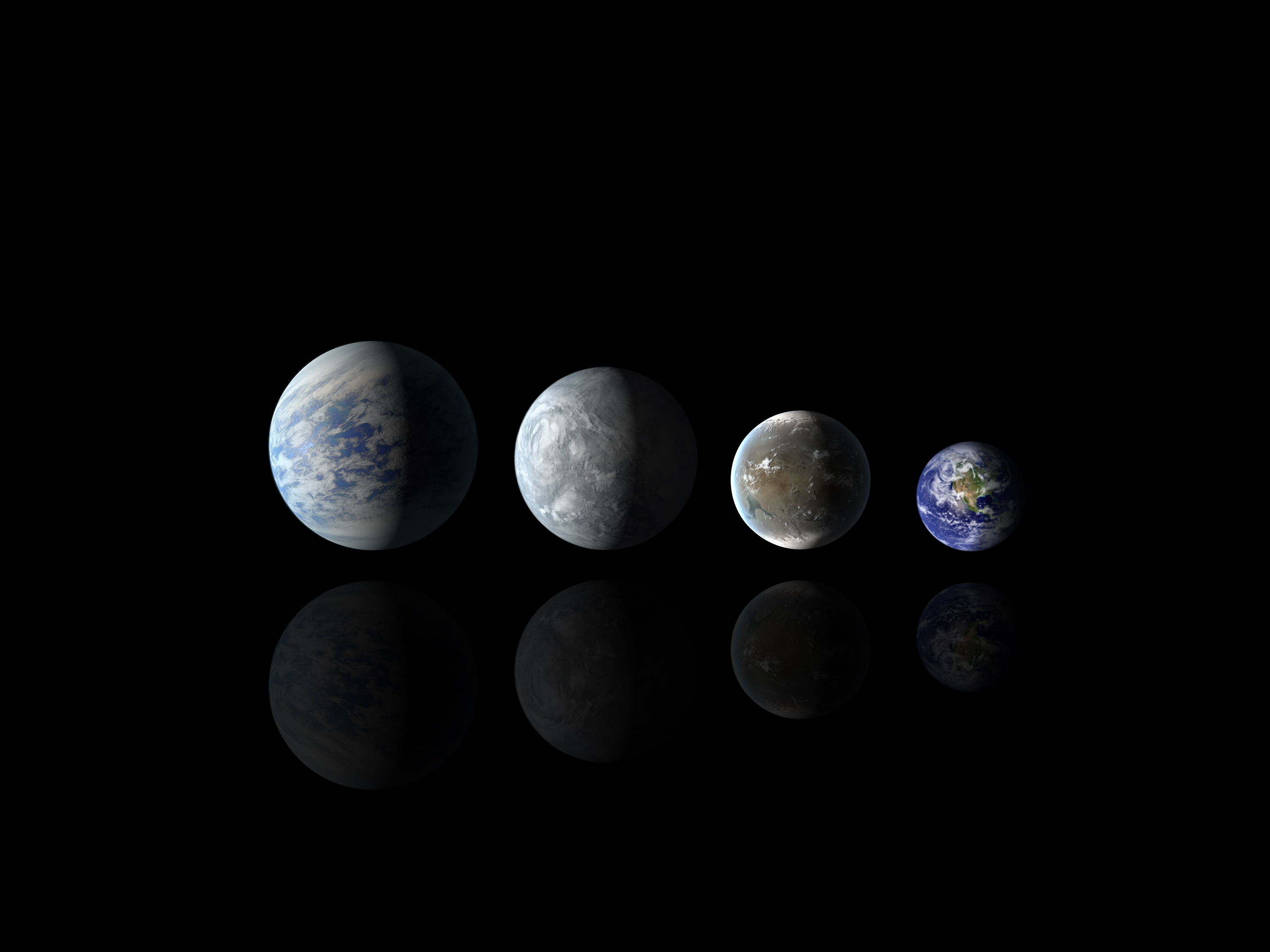
Größenvergleich einiger Exoplaneten (Oberflächen: Fantasiedarstellung), darunter Kepler-62e (zweiter von links mit einem Radius von 1,6 Erdradien), mit der Erde (rechts)

Ein Exoplanet mit einem größeren Volumen, einem komplexeren Terrain oder einem höheren Oberflächenanteil an flüssigem Wasser könnte geeigneter für Leben sein als die Erde. Da das Volumen eines Planeten oft mit seiner Masse in Verbindung steht, kann man davon ausgehen, dass eine höhere Masse eine stärkere Schwerkraft bedeutet, was in einer dichteren Atmosphäre resultiert.
Manche Studien weisen darauf hin, dass es ein natürliches Limit von 1,6 Erdradien gibt, unter welchem fast alle Planeten erdähnlich sind, also primär aus Stein, Eisen und Wasser bestehen. In der Regel ist es wahrscheinlich, dass Objekte unter einer Masse von 6 M⊕ eine erdähnliche Zusammensetzung besitzen. Über diesem Limit sinkt die Dichte des Planeten, während das Volumen wächst, was dazu führt, dass er zuerst zu einem Ozeanplaneten und schließlich zu einem Gasplaneten wird. Zusätzlich kann die hohe Masse von Superplaneten dazu führen, dass sie keine Plattentektonik besitzen. Deswegen ist es zu erwarten, dass jeder Exoplanet mit einer erdähnlichen Dichte und einem Radius unter 1,6 Erdradien für Leben geeignet ist. Jedoch weisen andere Studien darauf hin, dass Ozeanplaneten eine Übergangsphase zwischen erdähnlichen Planeten und sogenannten Mini-Neptunen darstellen, besonders wenn sie einen Roten Zwerg umkreisen. Obwohl Ozeanplaneten bewohnbar sein könnten, würden sie wegen der durchschnittlichen Tiefe des Wassers und dem Fehlen von Landmasse nicht unter dem von Heller und Armstrong aufgestelltem Begriff „superhabitabel“ fallen. Aus einer geologischen Sicht ist die optimale Masse von Planeten ungefähr 2 Erdmassen, also muss er einen Radius haben, der die Dichte der Erde zwischen 1,2 und 1,3 Erdradien beibehält.
Die mittlere Tiefe der Ozeane beeinflussen die Bewohnbarkeit des Planeten. Da flache Gewässer mehr Licht und Wärme empfangen und damit für die meisten Wasserlebewesen komfortabler sind, wäre es denkbar, dass Exoplaneten mit einer niedrigeren Ozeantiefe habitabler wären. Massive Exoplaneten würden auf ihrer Oberfläche eine regelmäßige Schwerkraft aufweisen, was seichtere und hospitablere Meeresbecken bedeuten könnte.

### Geologie
Mithilfe der Präsenz großer Wasservorkommen auf dem Planeten kann die Plattentektonik einen hohen Anteil von Kohlenstoffdioxid (CO2) in der Atmosphäre beibehalten. Dieser Prozess ist in geologisch aktiven Planeten mit einer hohen Rotationsgeschwindigkeit häufig anzutreffen. Je massiver ein Planet ist, desto länger wird er interne Hitze generieren, die für Plattentektonik einen wichtigen Faktor darstellt. Jedoch kann überschüssige Hitze durch höheren Druck und der Zähflüssigkeit des Erdmantels, welche das Verschieben der Lithosphäre verhindert, Plattentektonik auch verlangsamen. Forschungen weisen darauf hin, dass die Plattentektonik ihren Höhepunkt an Aktivität in Objekten zwischen einer Masse von 1 und 5 Erdradien erreicht, mit einer optimalen Masse von ungefähr 2 Erdmassen.
Falls die geologische Aktivität nicht stark genug ist, um Treibhausgase, die die globalen Temperaturen über den Gefrierpunkt bringen würden, zu erzeugen, könnte der Planet ohne eine intensive innere Hitzequelle eine permanente Eiszeit erleben.

### Magnetosphäre
Eine weitere positive Eigenschaft für Leben ist das Potential des Planeten, eine Magnetosphäre aufzubauen, die die Oberfläche und Atmosphäre vor kosmischer Strahlung und Sonnenwinden schützt, besonders um Rote Zwerge. Weniger massive Himmelskörper, solche mit einer langsamen oder gebundenen Rotation haben entweder ein schwaches oder kein Magnetfeld, was im Laufe der Zeit zu dem Verlust der Atmosphäre führen kann.

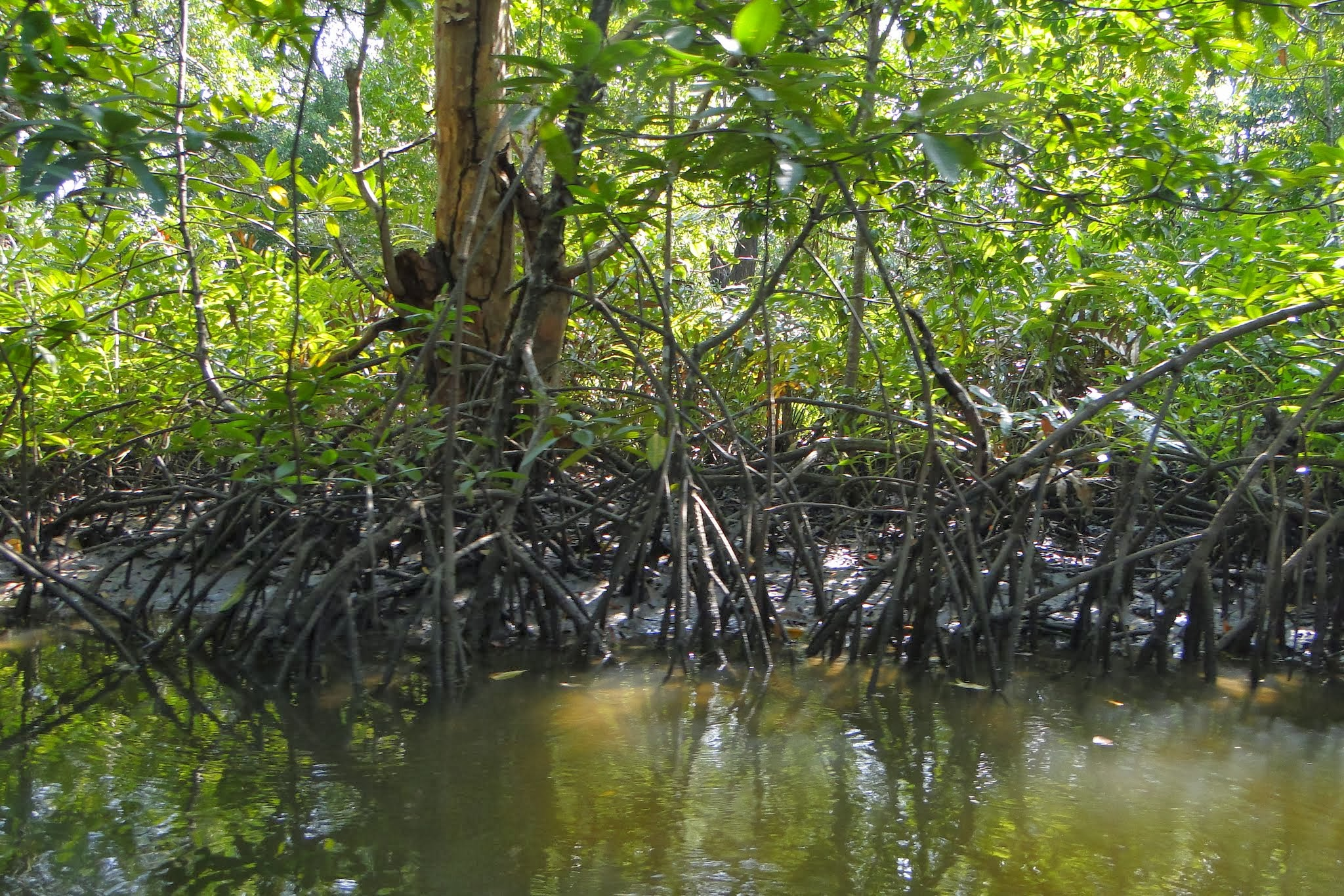
Das Klima eines wärmeren und feuchteren Gesteinsplaneten könnte den tropischen Regionen der Erde ähneln. Im Bild, ein Mangrovenbaum in Kambodscha.

### Temperatur und Klima
Es gibt Hinweise darauf, dass die Vielfalt von Lebewesen während wärmerer Perioden höher war. Es ist also möglich, dass Exoplaneten mit etwas höheren durchschnittlichen Temperaturen geeigneter für Lebewesen wären. Der regulierende Effekt von großen Ozeanen auf die Temperatur von Planeten innerhalb der habitablen Zone könnte in einen moderaten Bereich fallen. In diesem Fall wären Wüsten wahrscheinlich kleiner und würden Habitate an der Küste fördern.
Jedoch weisen Studien darauf hin, dass die Erde bereits am inneren Rand der habitablen Zone des Sonnensystems ist, was ihre Lebensqualität auf lange Sicht schädigen könnte, da die Leuchtkraft von Sternen der Hauptreihe im Laufe der Zeit ansteigt, was ihre habitable Zone nach außen verschiebt. Aus diesem Grund müssten superhabitable Planeten wärmer als die Erde sein und einen näheren Orbit am Zentrum ihrer habitablen Zone besitzen. Dies wäre entweder mit einer dickeren Atmosphäre oder mehr Treibhausgasen möglich.

### Stern

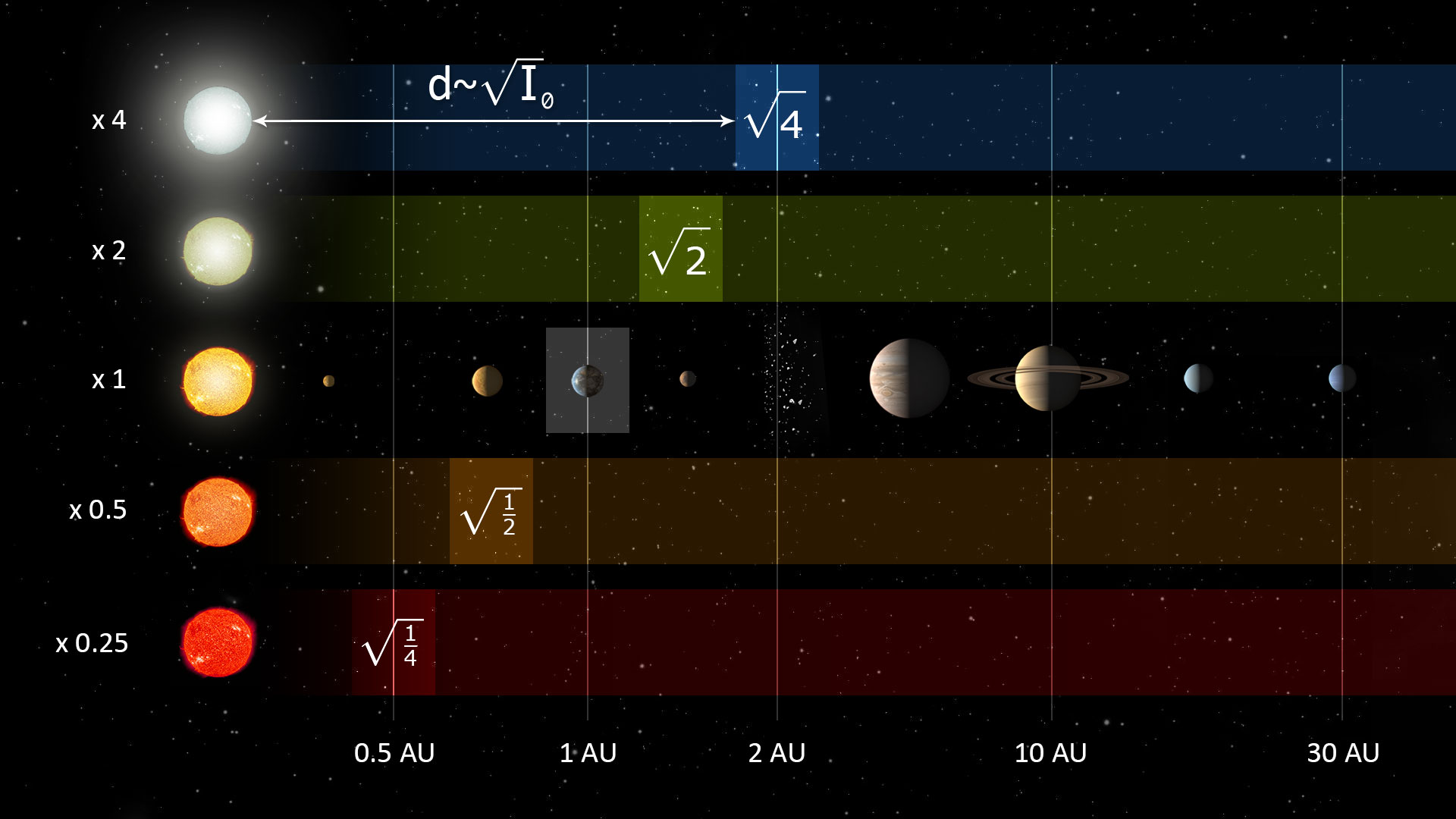
Ein Beispiel eines Systems für die Vorhersage der Lage der habitablen Zone um Typen von Sternen, basierend auf ihrer stellaren Leuchtkraft

Die Bedingungen im Sternensystem hängen größtenteils von der Spektralklasse des Sterns ab. Die massivsten Sterne der Klassen O, B und A haben einen sehr kurzen Lebenszyklus und verlassen schnell die Hauptreihe. Außerdem produzieren O- und B-Sterne einen Photoevaporationseffekt, der die Akkretion von Planeten um einen Stern verhindert.
Auf der anderen Seite sind die weniger massiven Sterne der Klasse M und K die häufigsten und langlebigsten Sterne im Universum, aber ihr Potenzial für Leben wird immer noch untersucht. Ihre niedrige Leuchtkraft reduziert die Größe der habitablen Zone, welche Ausbrüchen von Ultravioletter Strahlung ausgesetzt ist, besonders innerhalb der ersten Milliarde Jahren ihrer Existenz. Wenn die Umlaufbahn eines Planeten zu kurz ist, kann es eine Gebundene Rotation des Planeten auslösen, wobei dem Stern immer dieselbe Hemisphäre zugewandt ist. Selbst wenn die Existenz von Leben in einem System dieser Art möglich wäre, ist es unwahrscheinlich, dass ein Exoplanet, der einen Roten Zwerg umkreist, als superhabitabel eingestuft werden würde.
Beide Enden berücksichtigend, bieten Sterne der Klasse K die besten habitablen Zonen für Lebewesen. Sterne der Klasse K ermöglichen die Bildung von Planeten, haben eine lange Lebenserwartung und bieten eine habitable Zone frei von den Effekten zu großer Nähe zum Stern. Außerdem ist die UV-Strahlung, die von einem Stern der Klasse K produziert wird, niedrig genug, um komplexes Leben ohne eine Ozonschicht zu ermöglichen. Sie sind auch die stabilsten Sterne und ihre habitablen Zonen verändern sich während ihrer Lebenszeit nur minimal, was bedeuten würde, dass ein erdähnlicher Planet, der einen solchen Stern umkreist, fast so lange bewohnbar wäre, wie die Zeit des Sterns in der Hauptreihe.

### Umlaufbahn und Rotation

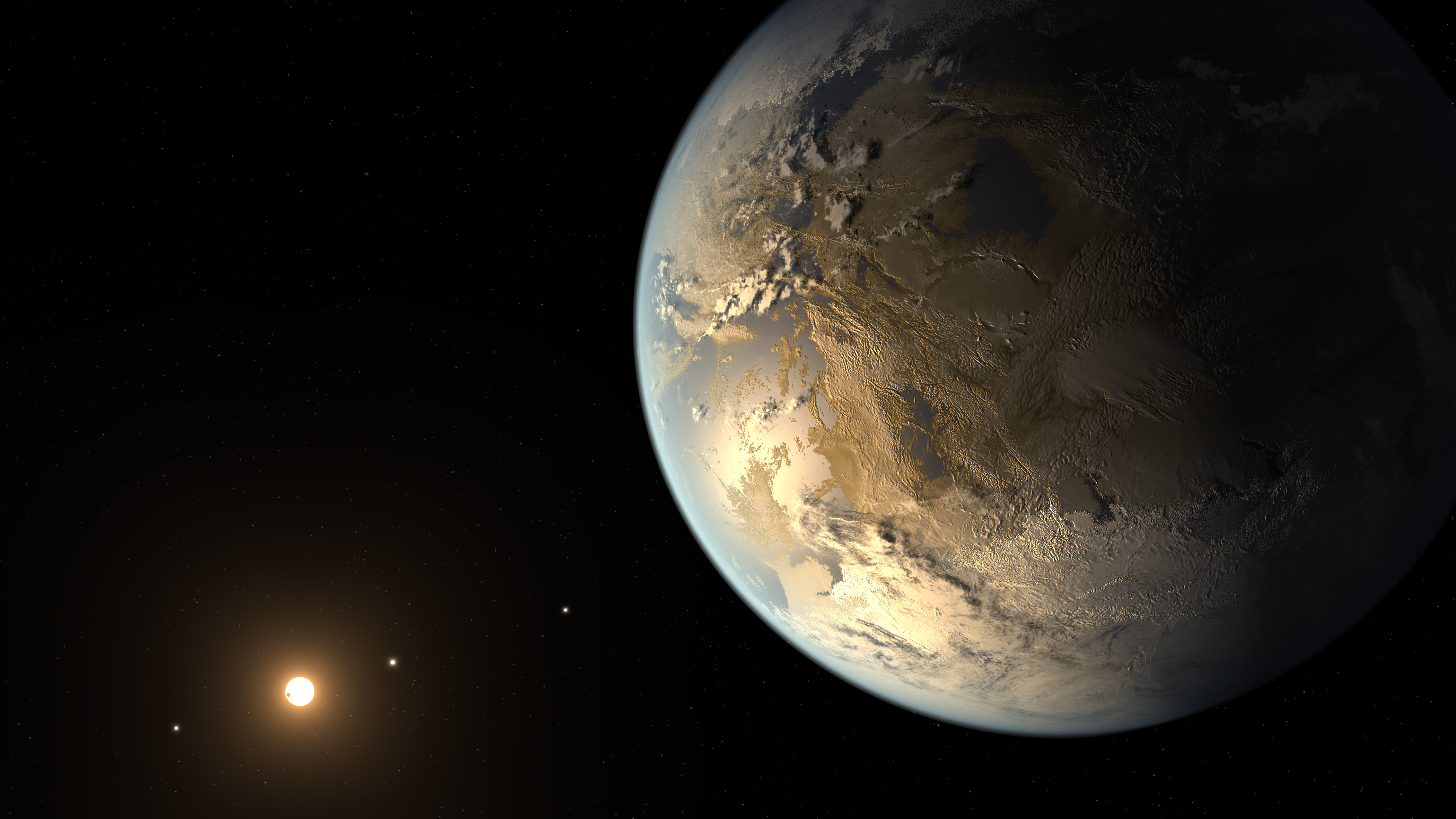
Künstlerische Darstellung von Kepler-186f. Manche superhabitable Planeten könnten große Ähnlichkeiten zur Erde aufweisen.

Forscher sind sich noch nicht einig, was die optimale Rotationsgeschwindigkeit von Exoplaneten ist, aber sie sollte nicht zu hoch oder niedrig sein. Im letzteren Fall würden Probleme auftauchen, die bei der Venus beobachtet wurden. Die Venus braucht für eine Rotation um ihre eigene Achse 243 Tage, weswegen sie kein erdähnliches Magnetfeld aufbauen kann.
Im Idealfall müsste sich die Umlaufbahn einer superhabitablen Welt am Mittelpunkt ihrer habitablen Zone befinden.

### Atmosphäre
Es gibt keine stichhaltigen Argumente dafür, dass die Atmosphäre der Erde die optimale Zusammensetzung hat, um Leben zu beherbergen. Auf der Erde stieg der Sauerstoffgehalt (O2) in der Periode des Karbons auf 35 % an. Diese Periode stimmte mit den Perioden der größten Biodiversität überein. Ausgehend von der Annahme, dass eine bedeutende Menge an Sauerstoff in der Atmosphäre für die Entwicklung von komplexem Leben nötig ist, scheint es so, dass der Anteil an Sauerstoff relativ zur gesamten Atmosphäre die maximale Größe des Planeten für optimale Superhabitabilität und genügend Artenvielfalt limitiert.
Außerdem sollte die Dichte der Atmosphäre in massiveren Planeten höher sein, was die Hypothese darüber, dass auch auf einer Supererde superhabitable Bedingungen existieren könnten, stützt.

### Alter
In einem biologischen Kontext könnten Planeten älter als die Erde eine größere Artenvielfalt aufweisen, da heimische Spezies eine längere Zeit hatten, um sich zu entwickeln, anzupassen und ihre Umwelt für ihre Nachfahren zu stabilisieren.
Jedoch galt für viele Jahre, dass alte Sternensysteme eine niedrige Metallizität und somit eine geringe Planetenbildung hatten, weshalb alte Planeten vielleicht am Anfang selten gewesen wären, aber die Anzahl an metallischen Objekten im Universum seit seinem Anfang gestiegen ist. Die ersten extrasolaren Entdeckungen, größtenteils Gasplaneten nahe ihren Sternen, sogenannte „Hot Jupiter“, wiesen darauf hin, dass Planeten in Systemen mit einer niedrigen Metallizität rar wären, was den Verdacht über ein Zeitlimit für das Auftauchen der ersten Planeten erweckte. 2012 ermöglichten die Beobachtungen des Kepler-Teleskops Experten herauszufinden, dass dieses Verhältnis viel restriktiver in Systemen mit Hot Jupitern ist und dass Planeten sich bei solchen Sternen niedriger Metallizität bis zu einem gewissen Grade bilden könnten. Es wird jetzt vermutet, dass die ersten Objekte mit der Masse der Erde zwischen den ersten 7 und 12 Milliarden Jahren entstanden sind. Angesichts der größeren Stabilität und Lebenserwartung von späten Hauptreihensternen der Spektralklasse K verglichen mit der Sonne (Klasse G) ist es möglich, dass superhabitable Planeten von Sternen der Klasse K, die eine Umlaufbahn innerhalb ihre habitablen Zone besitzen, Lebewesen eine längere, beständigere und bessere Umwelt bieten könnten als die Erde.

## Zusammenfassung

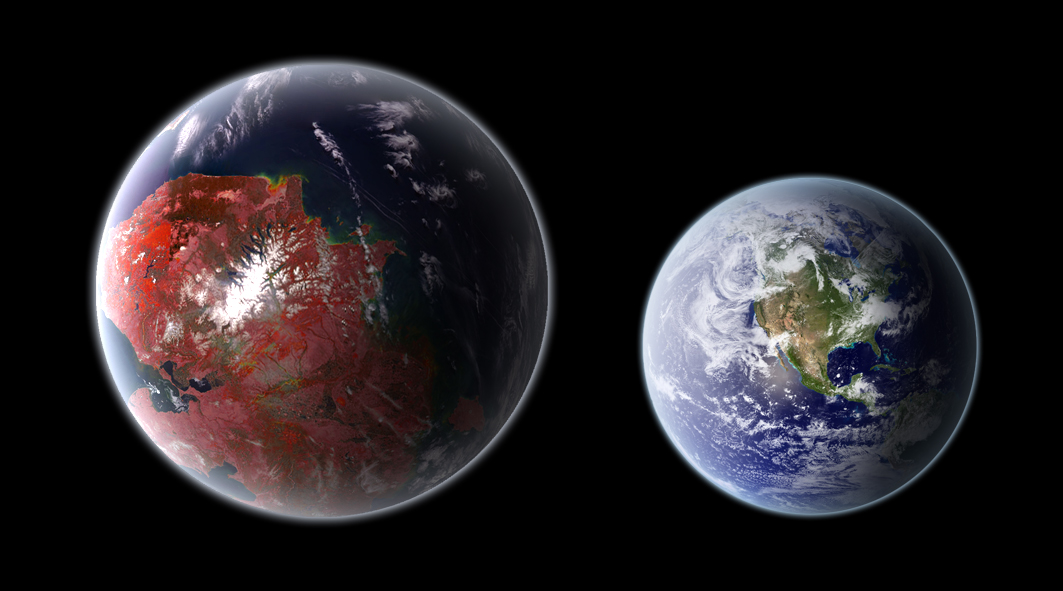
Künstlerische Darstellung eines Größenvergleichs eines superhabitablen Exoplaneten (1,34 Erdradien) zur Erde (rechts).

Trotz der Knappheit von verfügbaren Informationen, kann die oben präsentierte Hypothese in einem vorläufigen Profil zusammengefasst werden, selbst wenn es keine wissenschaftliche Übereinstimmung gibt.
- Masse: ungefähr 2 Erdmassen.
- Radius: Um eine erdähnliche Dichte beizubehalten, sollte der Radius zwischen 1,2 und 1,3 Erdradien liegen.
- Ozeane: Der von Ozeanen bedeckte Oberflächenanteil sollte gleich groß, aber verteilter sein.
- Distanz: Eine kürzere Distanz vom Zentrum ihrer habitablen Zone als die Erde.
- Temperatur: durchschnittliche Oberflächentemperatur von ungefähr 25 °C.[14]
- Stern und Alter: einen mittleren Stern der Klasse K umkreisend, der älter ist als die Sonne (4,5 Milliarden Jahre), aber jünger als 7 Milliarden Jahre.
- Atmosphäre: etwas dichter als die der Erde mit einem höheren Anteil an Sauerstoff.

Es gibt keinen bestätigten Exoplaneten, der all diese Bedingungen erfüllt. Nach dem neuesten Stand der Datenbank für Exoplaneten vom 23. Juli 2015 kommt Kepler-442b den genannten Kriterien wahrscheinlich am nächsten. Er umkreist einen orangen Zwergstern, hat einen Radius von 1,34 Erdradien und eine Masse von 2,34 Erdmassen, aber eine Oberflächentemperatur von −2,65 °C.

### Aussehen
“The Earth just scrapes the inner edge of the Solar System's habitable zone,  the area in which temperatures allow Earth-like planets to have liquid surface water. So from this perspective, Earth is only marginally habitable. That led us to ask: could there be more hospitable environments for life on terrestrial planets?”

„Die Erde kratzt nur am inneren Rand der habitablen Zone des Sonnensystems, dem Bereich, in dem Temperaturen erdähnlichen Planeten es ermöglichen, flüssiges Wasser auf der Oberfläche zu besitzen. Das brachte uns dazu, zu fragen: könnte es auf Gesteinsplaneten eine noch günstigere Umgebung für Leben geben?“

Das Aussehen eines superhabitablen Planeten sollte in der Regel erdähnlich sein. Die wichtigsten Unterschiede würden in Übereinstimmung mit dem Profil von seiner Masse abgeleitet werden. Seine dichtere Atmosphäre würde wegen geringerer Temperaturunterschiede zwischen verschiedenen Regionen des Planeten die Bildung von Inlandeis verhindern. Außerdem hätte er eine höhere Konzentration von Wolken und häufigen Niederschlag.
Wahrscheinlich wäre die Vegetation wegen erhöhter Luftdichte, Temperatur, Strahlungsleistung und erhöhten Niederschlags andersartig. Da Sterne der Klasse K anderes Licht abstrahlen, könnten Pflanzen andere Farben als Grün annehmen. Die Vegetation würde mehr Regionen als auf der Erde abdecken, was sie aus dem All sichtbar machen würde. Im Allgemeinen wäre das Klima auf einem superhabitablen Planeten einheitlicher (z. B. gleichmäßig feuchtwarm) oder stabiler als auf der Erde, die auch über weniger bewohnbare Gebiete wie Gletscher oder Wüsten verfügt. Falls genug Sauerstoff in der Atmosphäre wäre, könnte der Planet sogar für Menschen ohne Raumanzug begehbar sein. Sie würden sich aber an die hohe Schwerkraft anpassen müssen, durch erhöhte Muskelkraft oder Knochendichte usw.

## Häufigkeit
Heller und Armstrong spekulieren, dass die Anzahl von superhabitablen Planeten viel höher sein kann als die der eher erdähnlichen: Weniger massive Sterne in der Hauptreihe sind viel häufiger als größere und hellere Sterne, also gibt es mehr orange Zwerge als solare Gegenstücke. Es wird vermutet, dass ungefähr 9 % aller Sterne in der Milchstraße der Klasse K angehören.
Ein anderer Punkt, der die Vorherrschaft von superhabitablen Planeten stützt, ist der Fakt, dass die meisten Bedingungen einer superhabitablen Welt durch lediglich eine höhere Masse erfüllt werden können. Ein Himmelskörper mit einer Masse von 2 bis 3 Erdmassen hätte eine länger andauernde Plattentektonik und eine größere Oberfläche als die Erde. Ebenso ist es wahrscheinlich, dass seine Ozeane durch den Effekt der Schwerkraft auf die Kruste des Planeten flacher sind, sein Gravitationsfeld stärker ist und er eine dichtere Atmosphäre hat.
Im Gegensatz dazu haben Planeten von einer Erdmasse eine höhere Anzahl an Bedingungen. Zum Beispiel könnten einige Planeten kürzere Plattentektonik erfahren, wodurch sie mit einer niedrigeren Luftdichte als die Erde enden, was die Wahrscheinlichkeit einer globalen Eiszeit erhöht, vielleicht sogar einer permanenten Schneeball-Erde. Ein anderer negativer Effekt einer niedrigen Dichte der Atmosphäre kann sich in thermoakustischen Wellen manifestieren, was zu hohen Unterschieden im globalen Klima führt und die Wahrscheinlichkeit von Naturkatastrophen erhöhen kann. Darüber hinaus kann der Besitz einer schwächeren Magnetosphäre zu einem Verlust der Atmosphäre führen, was den Planeten zu einem Wüstenplaneten, wie dem Mars, verwandeln würde. All diese Beispiele könnten die Evolution des Lebens auf der Oberfläche des Planeten verhindern. In jedem Fall sind die Vielzahl an Szenarien, die einen Planeten mit der Masse der Erde unbewohnbar machen würden, unwahrscheinlicher auf einem Planeten, der die Grundlagen einer superhabitablen Welt erfüllt, was sie häufiger anzutreffen machen würde.